# Buttgenbachite
La buttgenbachite (simbolo IMA: Bba) è un raro minerale appartenente alla famiglia degli "alogenuri" con composizione chimica Cu36(NO3)2Cl8(OH)62 • nH2O.
Da un punto di vista chimico è un cloronitrato di rame ed è isomorfa con la connellite dalla quale è difficilmente distinguibile.

## Etimologia e storia
La buttgenbachite prende questo nome nel 1925 per opera di A. Schoep in onore di Henri Buttgenbach (1874 - 1964), un mineralogista belga che lavorò nel Congo Belga e dal 1921 in poi fu professore all'Università di Liegi.

## Classificazione
La classica nona edizione della sistematica dei minerali di Strunz, aggiornata dall'Associazione Mineralogica Internazionale (IMA) nel 2009, elenca la buttgenbachite nella classe "3. Alogeni" e nella sottoclasse "3.D Ossialogeni, idrossialogeni e alogeni doppi correlati", questa viene più finemente suddivisa in base alla composizione chimica del minerale, in modo tale che la buttgenbachite possa essere trovata nella sezione "3.DA Con Cu, ecc., senza Pb" dove forma il sistema nº 3.DA.25 insieme alla connellite.
Questa classificazione viene mantenuta invariata anche nell'edizione successiva, proseguita dal database "mindat.org" e chiamata Classificazione Strunz-mindat.
Nella Sistematica dei lapis (Lapis-Systematik) di Stefan Weiß la buttgenbachite è nella classe degli "alogenuri (fluoruri, cloruri, bromuri, ioduri)" e nella sottoclasse degli "ossialogenuri"; qui è nella sezione degli "ossialogenuri con Mg-Mn-Cu-Zn-Sn" dove forma il sistema nº III/D.03 insieme ad ammineite, barlowite, claringbullite, connellite, gordaite, khaidarkanite, simonkolleite e thérèsemagnanite.
La classificazione dei minerali secondo Dana, usata principalmente nel mondo anglosassone, elenca la buttgenbachite nella famiglia dei "carbonati, nitrati e borati"; qui è nella classe dei "nitrati con ioni idrossilici o alogenuri" e nella classe dei "nitrati con ioni idrossilici o alogenuri con formule diverse" dove forma il sistema nº 19.01.02.

## Abito cristallino
La buttgenbachite cristallizza nel sistema esagonale nel gruppo spaziale P63/mmc (gruppo nº 194) con le costanti di reticolo a = 15,75 Å e c = 9,161 Å, oltre ad avere 1 unità di formula per cella unitaria.

## Origine e giacitura
La buttgenbachite è un raro minerale secondario trovato nelle porzioni ossidate dei depositi di rame; il nitrato può essere di origine biologica; la sua paragenesi è con argento nativo, brochantite, cuprite, gerhardtite, likasite e malachite.
La buttgenbachite è un minerale raro ed è stato trovato solo in pochi siti sparsi per il mondo: la miniera "Likasi" (11.00417°S 26.74278°E) presso Likasi (sua località tipo), la miniera di "M'sesa" presso Kambove e la miniera "Tenke" nel Lualaba, tutte nella Repubblica Democratica del Congo.
In Italia è stata trovata in località Madonna della Fucinaia presso Campiglia Marittima (Toscana).
Altri luoghi di ritrovamento sono: Dindalen, nei pressi di Oppdal (Norvegia); la miniera "Botallack" a St Just (Cornovaglia, in Inghilterra); la miniera "Great Australia" nella contea di Cloncurry (Queensland, Australia); le contee di Cochise e di Pima (in Arizona), di Houghton (in Michigan) e di Esmeralda (in Nevada), tutte negli Stati Uniti.

## Forma in cui si presenta in natura

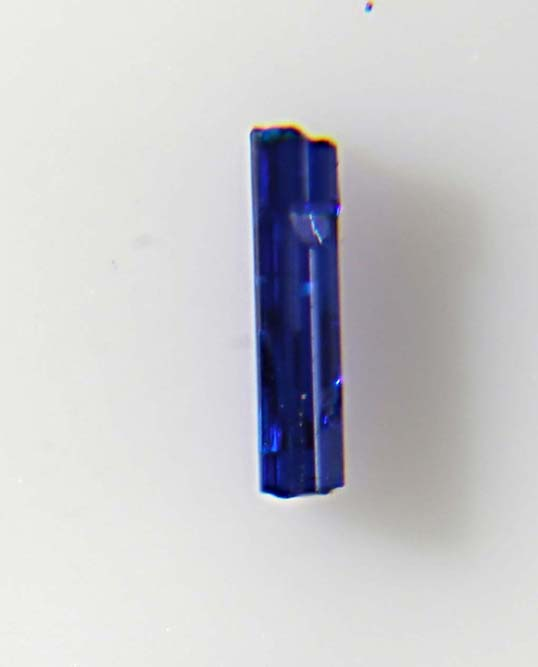
Piccolo, ma praticamente perfetto, cristallo di buttgenbachite (da Likasi, Repubblica Democratica del Congo)

I cristalli di buttgenbachite sono esagonali, aciculari e striati parallelamente a [0001], con dimensioni fino a 1 mm; si presentano anche come cristalli isolati, in gruppi radianti e aggregati cristallini feltrati.
Il minerale è traslucido con lucentezza vitrea e colore blu intenso, che diventa blu in luce trasmessa; il colore del suo striscio è azzurro chiaro.